# تخمينات موريتا
تخمينات موريتا  في الطوبولوجيا العامة هي مسائل معينة حول الفضاءات الطبيعية، تم حلها حاليًا بالإيجاب. إنهم يسألون
1. إذا كانت X × Y طبيعية لكل فضاء طبيعي Y، فهل تعتبر X متقطعة؟
2. وإذا كانت X × Y طبيعية لكل فضاء بي Y، فهل تعد X فضاءً متريًا?[1]
3. إذا كانت X × Y طبيعية لكل فضاء طبيعي مضغوط Y، فهل تعد X فضاءً متريًا وسيغما-مضغوطًا محليًا؟

هنا الفضاء بي الطبيعي Y يتميز بخاصية أن المنتج مع كل X متري يكون طبيعيًا؛ بالتالي كان التخمين بأن العكس حاصل.
أثبت كيه شيبا، وتي سي بريزموسنسكي وإم إي رودين
 التخمين (1) وأن التخمين (2) يكون صحيحًا إذا استمرت بديهيات قابلية الإنشاءy V=L.
أثبت زي بالوغ التخمين (2) و(3).